# شهرستان سوانه (فلوریدا)
شهرستان سوانه، فلوریدا (به انگلیسی: Suwannee County, Florida) یک سکونتگاه مسکونی در ایالات متحده آمریکا است که در فلوریدا واقع شده‌است.

## خصوصیات
شهرستان سوانه ۱٬۷۹۲٫۲۸ کیلومترمربع مساحت دارد.